# Bacchus
Bacchus sau Bacus, a fost un zeu roman de importanță secundară, al vinului, viței-de-vie și al beției.
Mai era numit:
- Bimater - întrucât Semele l-a purtat în pântec, iar Jupiter în coapsă;
- Nyctelius (Nocturnul) - deoarece orgiile sau nycteliile ținute în cinstea lui se desfășurau noaptea.

Imaginea lui culturală era însoțită de preotesele bacante (Bacchantes) la sărbătorile Bacchanalia, desfășurate toamna, la culesul viilor. Bacantele - îmbrăcate în piei de cerb, purtând torțe aprinse și agitând un thyrs - în timpul orgiilor scoteau strigătul evoe!, fiind poreclite evantes (cele care răcnesc). Bacanaliile au fost interzise de Senat în 186 î.Hr.
În varianta greacă, Bakhos, născut în Teba, a fost crescut de nimfe pe muntele Nysa (India). La maturitate, a cutreierat lumea până a poposit în Paphlagonia, unde și-a celebrat întâia oară misterele.

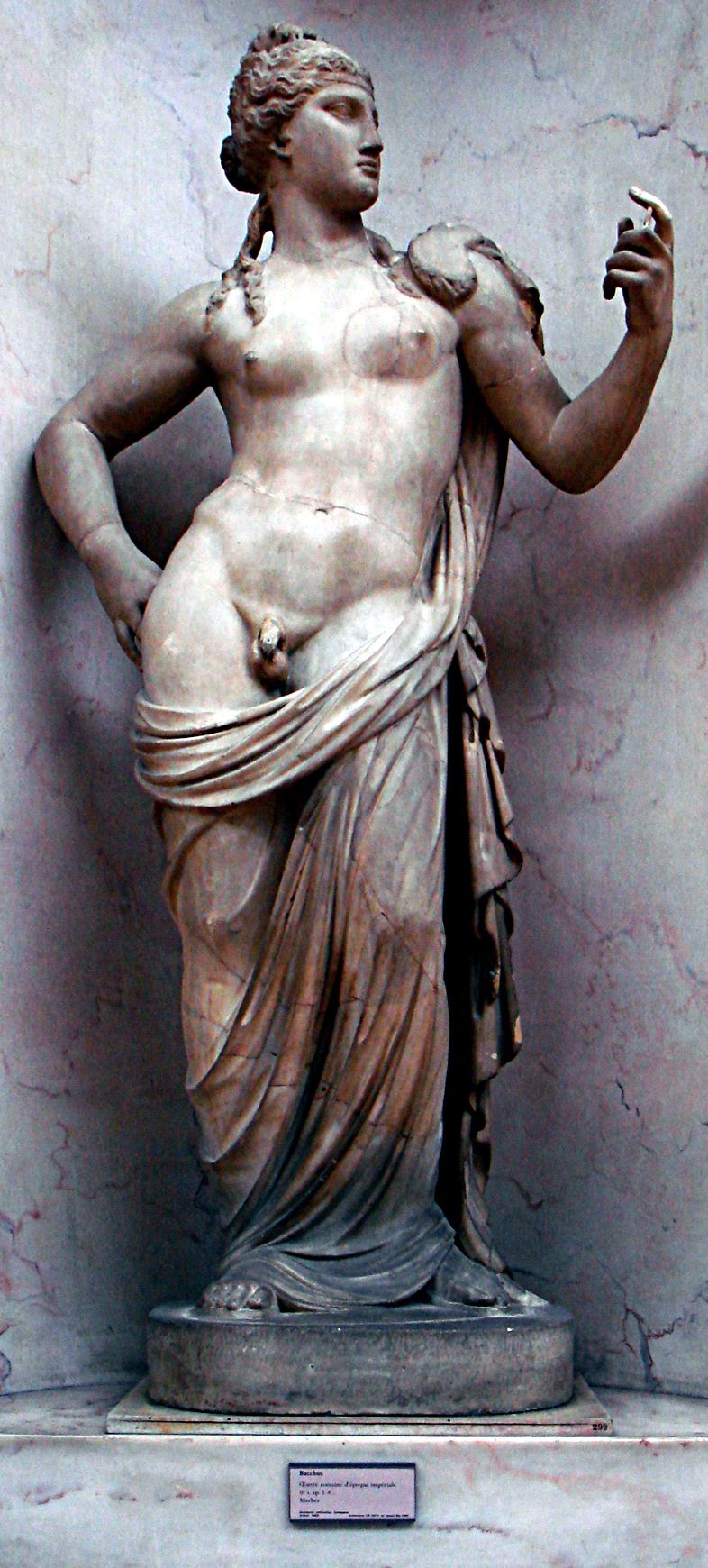
Bacchus, fiul lui Hermes și al Afroditei, sculptură elenistică[necesită citare] în care este reprezentat ca hermafrodit, cu sâni feminini și organe genitale masculine
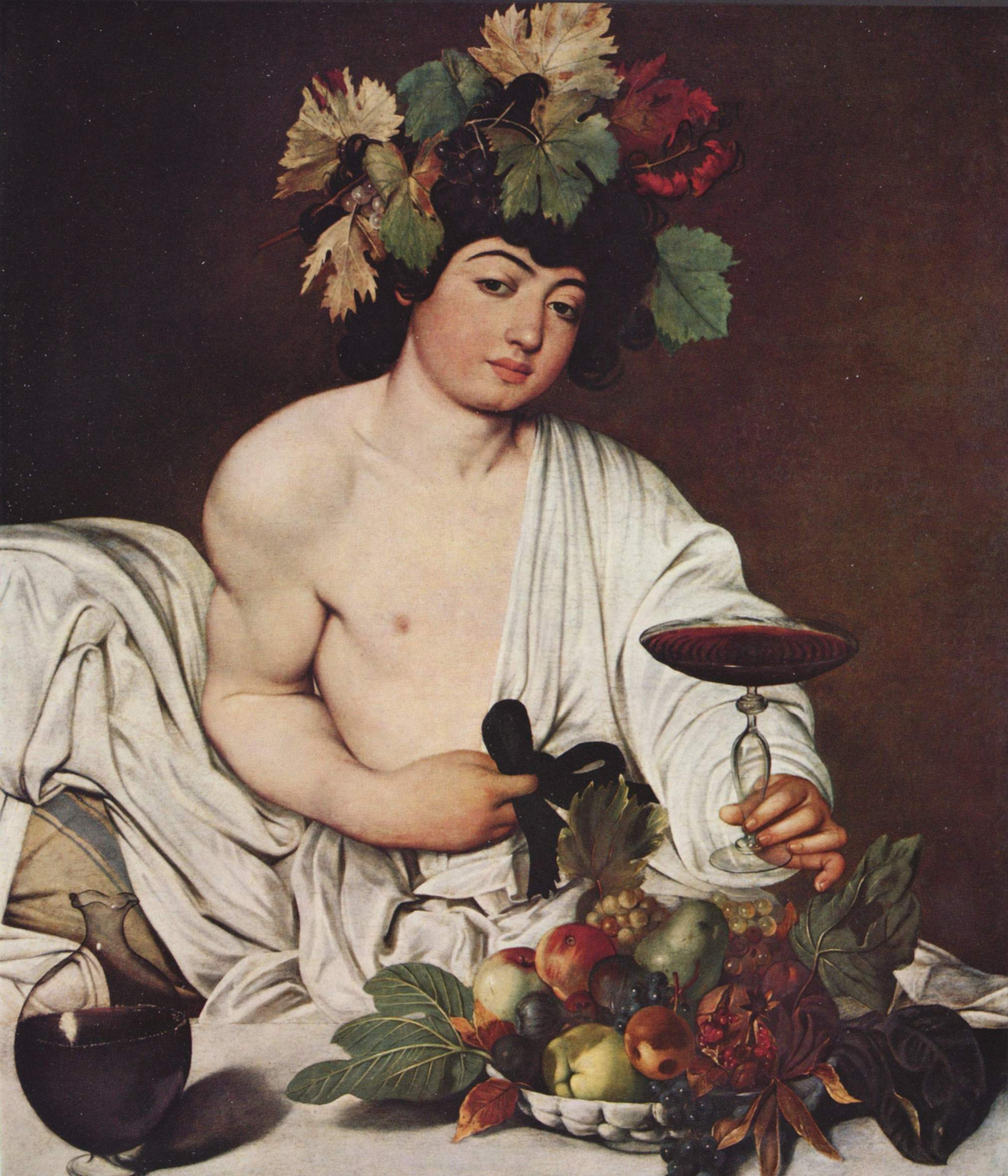
Michelangelo di Merisi, numit Caravaggio: Bacchus, ca. 1596, 95 × 85 cm, Galleria degli Uffizi, Florența

## Legături externe
- „Bachus” la DEX online
- Dicționar mitologic Arhivat în 22 decembrie 2011, la Wayback Machine.
- VIP-uri care au ridicat din greu paharul Arhivat în 11 iulie 2012, la Wayback Machine., 27 decembrie 2006, Revista Magazin